# Nasr City

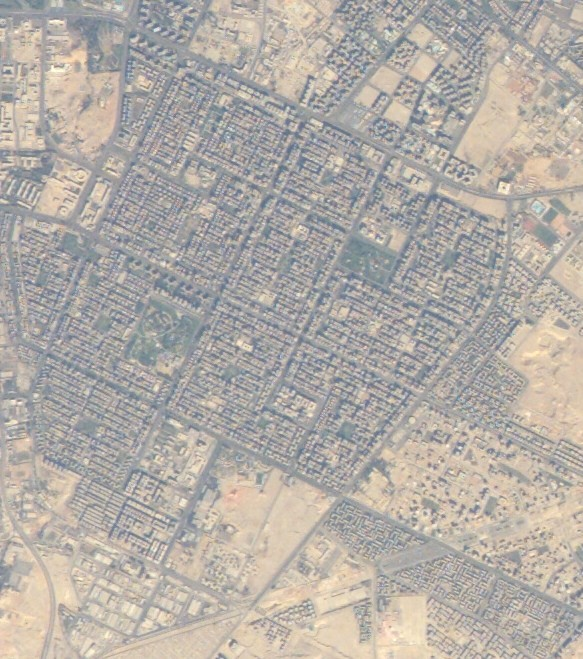
Luftansicht von Nasr City

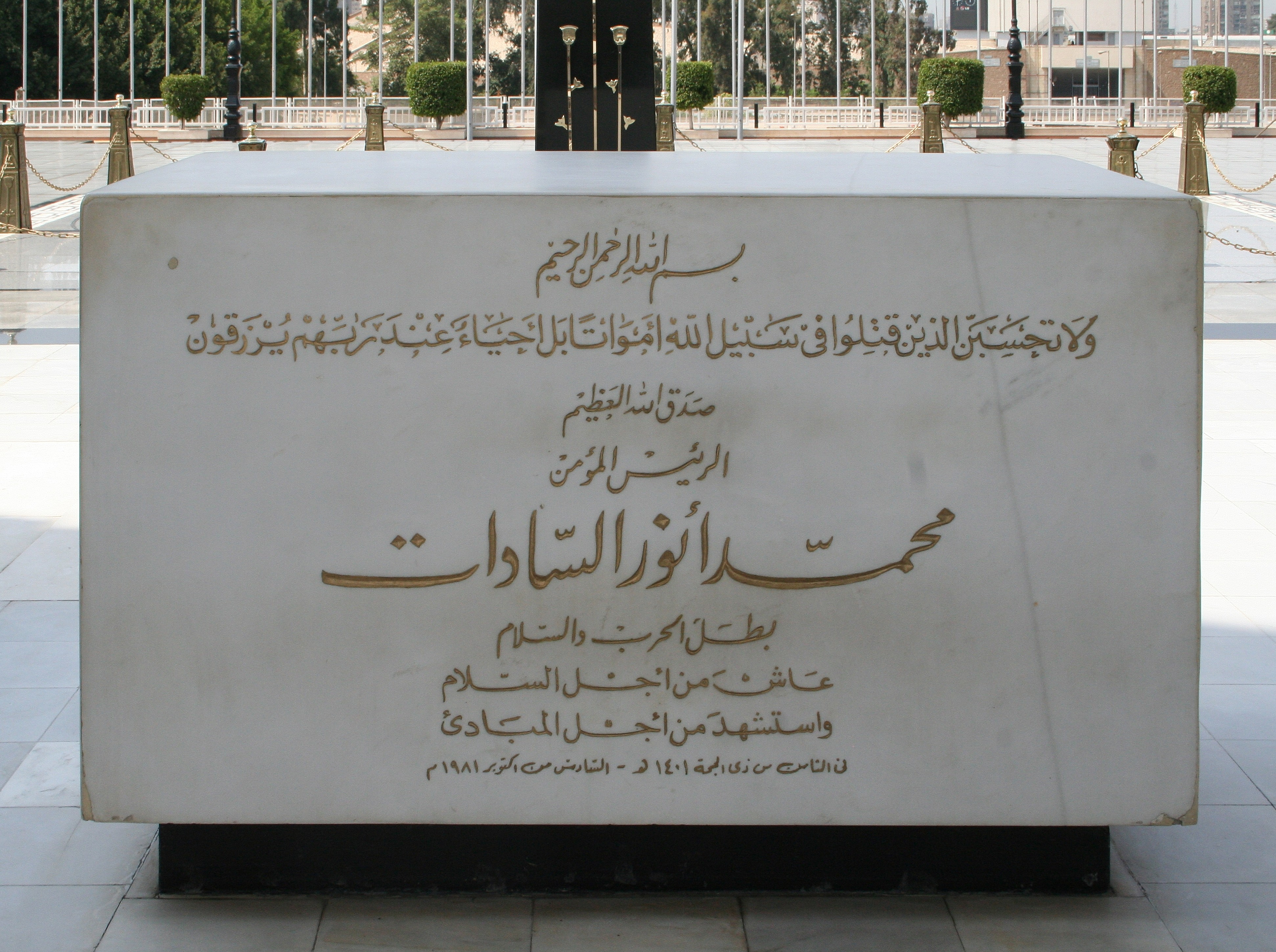
Grab des unbekannten Soldaten und Grab von Anwar as-Sadat in Nasr City

Nasr City (arabisch مدينة نصر, DMG Madīnat Naṣr) ist ein Stadtteil im Osten von Kairo. Er wurde ab 1958 als Erweiterung zum benachbarten Stadtteil Heliopolis angelegt. Der damalige Staatspräsident Gamal Abdel Nasser war persönlich an dem Projekt beteiligt und wählte den Namen des Stadtteils Madinat Nasr (deutsch Stadt des Sieges). Mit 250 Quadratkilometern ist Nasr City der flächengrößte Stadtteil Kairos und in 10 Subdistrikte gegliedert. 

## Geschichte
Der Stadtteil wurde ab 1958 von der neuen sozialistischen Regierung unter Nasser erbaut. Er entstand in Abkehr von der kolonialen Stadt mit ihren Prachtboulevards und sollte stattdessen sozialen Wohnungsbau und Wohnquartiere für den Mittelstand schaffen. Für den Städtebau war Sayed Karim verantwortlich, der an der ETH Zürich unter Otto Rudolf Salvisberg studierte. Das Stadtviertel war ursprünglich als sozialistisches Olympiadorf angedacht und sollte 6.000 Athleten und Journalisten unterbringen können. Für diese Zwecke wurde es aber nie genutzt, stattdessen diente es besonders für die wachsende Mittelklasse der Staatsangestellten.
Der Aufbau des neuen Stadtteils oriente sich an den Grundsätzen der Charta von Athen: Zonierung der Nutzung und die Unterbringung der Bevölkerung in Wohnhochhäuser innerhalb autonomer Nachbarschaften, sowie viel öffentlicher Raum mit Wohnfolgeeinrichtungen.

## Bauten
In Nasr City befindet sich das Kairo International Stadion sowie das Kriegspanorama des 6. Oktober.

## Bevölkerung und Politik
Nasr City gilt als Hochburg der Muslimbrüder.